# Hrabstwo DeKalb (Illinois)

Piramida wieku hrabstwa

Hrabstwo DeKalb - hrabstwo w USA, w stanie Illinois, według spisu z 2000 roku liczba ludności wynosiła 88 969. Stolicą jest Sycamore.

## Geografia
Według spisu hrabstwo zajmuje powierzchnię 1 645 km², z czego 1 642 km² stanowią lądy, a 3 km² (0,13%) stanowią wody.

### Sąsiednie hrabstwa
- Hrabstwo Boone - północ
- Hrabstwo McHenry - północny wschód
- Hrabstwo Kane - wschód
- Hrabstwo Kendall - południowy wschód
- Hrabstwo La Salle - południe
- Hrabstwo Lee - zachód
- Hrabstwo Ogle - zachód
- Hrabstwo Winnebago - północny zachód

## Historia
Hrabstwo zostało utworzone w 1837 roku z hrabstwa Kane. Zostało nazwane na cześć Johanna de Kalba.

## Demografia
Według spisu z 2000 roku hrabstwo zamieszkuje 88 969 osób, które tworzą 31 674 gospodarstw domowych oraz 19 954 rodzin. Gęstość zaludnienia wynosi 54 osób/km². Na terenie hrabstwa jest 32 988 budynków mieszkalnych o częstości występowania wynoszącej 20 budynków/km². Hrabstwo zamieszkuje 88,46% ludności białej, 4,59% ludności czarnej, 0,22% rdzennych mieszkańców Ameryki, 2,35% Azjatów, 0,07% mieszkańców Pacyfiku, 2,74% ludności innej rasy oraz 1,57% ludności wywodzącej się z dwóch lub więcej ras, 6,55% ludności to Hiszpanie, Latynosi lub inni.
W hrabstwie znajduje się 31 674 gospodarstw domowych, w których 32,50% stanowią dzieci poniżej 18 roku życia mieszkający z rodzicami, 50,90% małżeństwa mieszkające wspólnie, 8,50% stanowią samotne matki oraz 37,00% to osoby nie posiadające rodziny. 25,50% wszystkich gospodarstw domowych składa się z jednej osoby oraz 7,90% żyję samotnie i ma powyżej 65 roku życia. Średnia wielkość gospodarstwa domowego wynosi 2,56 osoby, a rodziny wynosi 3,11 osoby.
Przedział wiekowy populacji hrabstwa kształtuje się następująco: 23,10% osób poniżej 18 roku życia, 22,00% pomiędzy 18 a 24 rokiem życia, 27,60% pomiędzy 25 a 44 rokiem życia, 17,40% pomiędzy 45 a 64 rokiem życia oraz 9,80% osób powyżej 65 roku życia. Średni wiek populacji wynosi 28 lat. Na każde 100 kobiet przypada 98,20 mężczyzn. Na każde 100 kobiet powyżej 18 roku życia przypada 96,50 mężczyzn.
Średni dochód dla gospodarstwa domowego wynosi 45 828 dolarów, a średni dochód dla rodziny wynosi 58 194 dolarów. Mężczyźni osiągają średni dochód w wysokości 41 111 dolarów, a kobiety 26 690 dolarów. Średni dochód na osobę w hrabstwie wynosi 19 462 dolarów. Około 5,10% rodzin oraz 11,40% ludności żyje poniżej minimum socjalnego, z tego 7,10% poniżej 18 roku życia oraz 4,50% powyżej 65 roku życia.

## Miasta
- Cortland
- DeKalb
- Genoa
- Sandwich
- Sycamore

## Wioski
- Hinckley
- Kingston
- Kirkland
- Lee
- Malta
- Maple Park
- Shabbona
- Waterman